# مقاومة الإنسولين
مقاومة الإنسولين هي حالة فيزيولوجية يصبح فيها الإنسولين أقل فاعلية في خفض مستوى السكر في الدم ونتيجة لذلك يمكن أن يرتفع السكر إلى مستويات قد تؤدي إلى مضاعفات خطيرة. بعض أنواع الخلايا مثل الخلايا العضلية، والخلايا الدهنية تحتاج إلى الإنسولين لامتصاص الجلوكوز، وسترتفع مستويات الجلوكوز في الدم عندما تفشل هذه الخلايا في الاستجابة بشكل مناسب للإنسولين. في الحالات الطبيعية يستجيب الكبد للإنسولين وبالتالي يحد من تصنيع الجلوكوز أو تكسير الجلايكوجين ومنه تبقى مستويات الجلوكوز في الدم في الحدود الطبيعية. قد لا يحدث هذا التوازن الطبيعي في إنتاج الجلوكوز في الكبد عند الأشخاص الذين لديهم مقاومة للإنسولين.
مقاومة الإنسولين في الخلايا العضلية والدهنية يحد من امتصاص الجلوكوز في حين أن مقاومته في خلايا الكبد يسفر عنه انخفاض في عملية تخزين المزيد من الجلوكوز على صورة جلايكوجين وفي نفس الوقت يفشل في وقف إنتاج المزيد من الجلوكوز وإطلاقه في الدم، كل هذه التغيُرات في غياب الإنسولين ترفع من مستوى السكر في الدم. مقاومة الإنسولين تشير عادة إلى الحد من تأثير الإنسولين في خفض مستوى الجلوكوز. ومع ذلك، هنالك وظائف أخرى للإنسولين يمكن لها أن تتأثر أيضا. على سبيل المثال، مقاومة الإنسولين في الخلايا الدهنية يُؤدي إلى تقليل امتصاص الدهون الثلاثية من الدم، أيضًا يؤدي إلى زيادة تحلل الدهون المخزنة الى أحماض دهنية مما يرفع من مستويات الأحماض الدهنية الحرة في بلازما الدم.التركيزات المرتفعة من الأحماض الدهنية في الدم ترتبط بمقاومة الإنسولين ومرض السكري من النوع 2 والامتصاص المنخفض للجلوكوز في العضلات والإنتاج المرتفع للجلوكوز في الكبد، جميعها تسهم في رفع مستويات السكر في الدم. ارتفاع مستويات البلازما من الإنسولين والجلوكوز بسبب مقاومة الإنسولين هو العنصر الرئيسي في متلازمة الأيض (التمثيل الغذائي). يجب أن يفرز البنكرياس المزيد من الإنسولين إذا وجدت مقاومة للإنسولين. إذا لم تحدث هذه الزيادة التعويضية، ستزداد تراكيز السكر في الدم وسيظهر مرض السكري من النوع 2.

## الأسباب

### عوامل الخطر
هناك عدد من عوامل الخطر لمقاومة الإنسولين، بما في ذلك زيادة الوزن أو السمنة أو اتباع نمط حياة خامل (خالٍ من التمارين). يمكن أن تزيد العوامل الوراثية المختلفة من خطر الإصابة، مثل وجود تاريخ عائلي للإصابة بمرض السكري، وهناك بعض الحالات الطبية المحددة المرتبطة بمقاومة الإنسولين، مثل متلازمة تكيس المبايض.
ينص المعهد الوطني للسكري وأمراض الجهاز الهضمي والكلى على أن المخاطر المحددة التي قد تزيد من فرصة مقاومة الإنسولين:
- أن تبلغ من العمر 45 عامًا أو أكثر.
- في الأشخاص الذين ينحدرون من أصول أفريقية، سكان ألاسكا الأصليين، الهنود الأمريكيين، الأمريكيين الآسيويين، من أصل إسباني / لاتيني، من سكان هاواي الأصليين، أو أصل أمريكي من جزر المحيط الهادئ.
- ارتفاع ضغط الدم ومستويات الكوليسترول.
- وجود تاريخ لإصابة النساء بسكري الحمل.
- أمراض القلب أو السكتة الدماغية.

### عوامل نمط الحياة
من المحتمل أن تساهم العوامل الغذائية في مقاومة الإنسولين, ومع ذلك، يصعب تحديد الأطعمة المسببة نظرًا لمحدودية أبحاث التغذية. تشمل الأطعمة التي تم ربطها بمقاومة الإنسولين تلك الأطعمة التي تحتوي على نسبة عالية من السكر والأطعمة التي تحتوي على نسب منخفضة من أوميغا 3 والألياف. تم اقتراح أن الاستهلاك المفرط للوجبات والمشروبات الغنية بالدهون والسكر عامل أساسي وراء متلازمة التمثيل الغذائي.
يمكن للنظام الغذائي أيضًا تغيير نسبة الدهون المتعددة غير المشبعة إلى الدهون الفسفورية المشبعة في أغشية الخلايا. ترتبط النسبة المئوية للأحماض الدهنية المتعددة غير المشبعة (PUFAs) عكسياً بمقاومة الإنسولين. يُفترض أن زيادة سيولة أغشية الخلايا عن طريق زيادة تركيز الدهون العديدة الغير مشبعة قد يؤدي إلى زيادة عدد مستقبلات الإنسولين، وبالتالي تقليل مقاومة الإنسولين. أرتبط أيضّا نقص فيتامين د بمقاومة الإنسولين.
يزيد نمط الحياة الخامل من احتمالية تطور مقاومة الإنسولين. وفقًا لدراسات وبائية فإن المستويات الأعلى من النشاط البدني (أكثر من 90 دقيقة يوميًا) تقلل من خطر الإصابة بمرض السكري بنسبة 28٪.
أظهرت الدراسات باستمرار أن هناك صلة بين مقاومة الإنسولين وإيقاع الساعة البيولوجية حيث تكون حساسية الإنسولين أعلى في الصباح وأقل في المساء. قد يؤدي عدم التوافق بين إيقاع الساعة البيولوجية وجدول الوجبات كما هو الحال في اضطرابات إيقاع الساعة البيولوجية إلى زيادة مقاومة الإنسولين.

### الأدوية
ترتبط بعض الأدوية بمقاومة الإنسولين بما في ذلك الكورتيكوستيرويدات ومثبطات الأنزيم البروتيني (نوع من أدوية فيروس نقص المناعة البشرية)، ومضادات الذهان غير التقليدية.

### الهرمونات
يمكن للعديد من الهرمونات أن تحفز مقاومة الإنسولين بما في ذلك الكورتيزول، وهرمون النمو، واللاكتوجين المشيمي البشري.
يقاوم الكورتيزول الإنسولين ويمكن أن يؤدي إلى زيادة تكوين الجلوكوز في الكبد، وتقلي. استهلاك السكر في الدم وبالتالي زيادة مقاومة الإنسولين، يقوم بذلك عن طريق تقليل ناقلات الجلوكوز خصوصًا ( GLUT4 ) المسؤولة عن نقل الجلوكوز إلى داخل الخلايا.
استنادًا إلى التحسن الملحوظ في حساسية الإنسولين لدى البشر بعد جراحة البدانة و الاستئصال الجراحي للاثني عشر،  تم افتراض أن الغشاء المخاطي للجزء الأولي من الأمعاء الدقيقة يُرسل إشارات لخلايا الجسم لتصبح مقاومة للإنسولين، وفي حال تم إزالة هذه الأنسجة تتوقف الإشارة المُحرضه لمقاومة الإنسولين وتعود خلايا الجسم إلى حساسية الإنسولين الطبيعية. لكن لم يتم العثور على مثل هذه المادة حتى الآن، ولا يزال وجود مثل هذه المواد أو الإشارات مجرد تخمين.[بحاجة لمصدر]
اللبتين هو هرمون يُنتج من جين السمنة والخلايا الشحمية. دوره الفسيولوجي هو تنظيم الجوع عن طريق تنبيه الجسم عندما يكون الشخص في حالة شبع. تشير الدراسات إلى أن نقص هرمون اللبتين يسبب السمنة الشديدة ويرتبط ارتباطًا وثيقًا بمقاومة الإنسولين.

### الأمراض
ترتبط متلازمة تكيس المبايض، وأمرض الكبد الدهني غير الكحولي _بمقاومة الإنسولين. كما يجعل التهاب الكبد الوبائي سي الأشخاص أكثر عرضة للإصابة بمرض السكري من النوع 2 ومقاومة الإنسولين بثلاث إلى أربع أضعاف مقارنة بغيرهم.
يمكن للالتهابات الحادة أو المزمنة أن تسبب مقاومة الإنسولين. في حدوث الالتهاب يفرز النسيج الملتهب TNF-α وهو عبارة عن سيتوكين قد يعزز مقاومة الإنسولين عن طريق تعزيز تحلل الدهون وتعطيل إشارات الإنسولين وتقليل تكوين مستقبلات الإنسولين.

### العوامل الوراثية
تم تحديد العديد من المواقع الجينية المرتبطة بحساسية الإنسولين. يتضمن ذلك تباينًا في المواقع القريبة من جينات NAT2 و GCKR و IGFI المرتبطة بمقاومة الإنسولين. أظهر المزيد من الأبحاث أن المواضع القريبة من الجينات مرتبطة بمقاومة الإنسولين. ومع ذلك يقدر أن هذه المواقع تمثل فقط 25-44 ٪ من المكون الجيني لمقاومة الإنسولين.

## العلامات والأعراض
هذه العلامات والأعراض تعتمد على تغيرات غير مفهومة في بيولوجية الفرد حيث لا يُعْثَر عليها عند كل من لديه مقاومة للإنسولين.
1. الإعياء.
2. ضبابية الدماغ وعدم القدرة على التركيز. في بعض الأحيان يكون الإرهاق بدني، ولكن غالبا ما يكون عقلي.
3. ارتفاع نسبة السكر في الدم.
4. الانتفاخ المعوي. تنتج معظم هذه الغازات من الكربوهيدرات في النظام الغذائي وغالبا يكون مرضى مقاومة الإنسولين عند الأشخاص الذين يعانون من عدم القدرة على الهضم والامتصاص.
5. النعاس، وخصوصا بعد وجبات الطعام.
6. زيادة الوزن وتخزين الدهون، وصعوبة فقدان الوزن بالنسبة لمعظم الناس، والوزن الزائد من زيادة مخزون الدهون؛ يتم تخزين الدهون بشكل عام حول أعضاء البطن في كل من الذكور والإناث. ويشتبه في الوقت الراهن أن التأثيرات الهرمونية لهذه الدهون هي سبب يعجل من مقاومة الإنسولين.
7. زيادة مستويات الدهون الثلاثية في الدم.
8. زيادة ضغط الدم. كثير من الأشخاص الذين يعانون من ارتفاع ضغط الدم إما أن يكونوا مصابين بمرض السكري أو في مرحلة مقتبل السكري وتكون مستويات الإنسولين لديهم مرتفعة نظرا لمقاومة الإنسولين. وأحد تأثيرات الإنسولين هو السيطرة على توتر جدار الشريان في جميع أنحاء الجسم.
9. الاكتئاب. بسبب اختلال عملية التمثيل الغذائي الناجمة عن مقاومة الإنسولين، والآثار النفسية بما في ذلك الاكتئاب ليست نادرة.
10. الشواك الأسود.

## الفيزيولوجيا المرضية
أي طعام أو شراب يحتوي على الجلوكوز (أو يحتوي على الكربوهيدرات القابلة للهضم، مثل السكروز، النشا، الخ) يؤدي إلى زيادة مستوى السكر في الدم. في عملية التمثيل الغذائي الاعتيادية، يؤدي ارتفاع مستوى السكر في الدم إلى جعل خلايا بيتا (β) في جزر لانغرهانس والتي تقع في البنكرياس تفرز الإنسولين في الدم. والإنسولين بدوره يجعل الأنسجة الحساسة للإنسولين في الجسم (على سبيل المثال، العضلات، والدهون) تمتص الجلوكوز، وبالتالي سيتم تقليل مستوى السكر في الدم. وعندها ستقوم خلايا بيتا بخفض إنتاج الإنسولين عند تراجع مستوى السكر في الدم، مما يسمح للجلوكوز في الدم بالاستقرار عند نسبة ثابت بما يقارب 5 مليمول / لتر (مم) (90 ملغ / ديسيلتر). المستويات طبيعية من الإنسولين عند الشخص الذي يعاني من مقاومة الإنسولين لا تكون لها نفس التأثير في السيطرة على مستويات السكر في الدم. خلال مرحلة التعويض تكون مستويات الإنسولين أعلى، وتستمر المحافظة على مستويات السكر في الدم. إذا فشلت عملية التعويض لإفراز الإنسولين، فإن تركيز السكر في الدم سوف يزداد. وفي نهاية المطاف، سيتم الإصابة بمرض السكري من النوع 2 عندما ترتفع مستويات الجلوكوز على مدار اليوم حيث ستزداد المقاومة وتفشل العملية التعويضية لإفراز الإنسولين. ارتفاع مستويات الإنسولين له تأثيرا إضافيا (انظر الإنسولين) حيث يسبب المزيد من الآثار البيولوجية غير الطبيعية في جميع أنحاء الجسم.
والنوع الأكثر شيوعا من مقاومة الإنسولين ويرتبط مع زيادة الوزن والبدانة في حالة تعرف باسم متلازمة التمثيل الغذائي. ويمكن أن تتطور مقاومة الإنسولين إلى مرض السكري من النوع 2 (T2DM). ينظر إلى هذا في كثير من الأحيان عند ارتفاع السكر في الدم بعد تناول وجبة الطعام، وعندما تكون خلايا β في البنكرياس غير قادرة على إنتاج الإنسولين الكافية للحفاظ على المستويات الاعتيادية للسكر في الدم (euglycemia) لمواجهة مقاومة الإنسولين. عدم قدرة خلايا β لإنتاج الإنسولين الكافي في حالة ارتفاع السكر في الدم هو ما يميز الانتقال من مقاومة الإنسولين لداء السكري نوع 2.
وتوجد أمراض عديدة تجعل من أنسجة الجسم أكثر مقاومة لأعمال الإنسولين. وعلى سبيل المثال العدوى (بواسطة TNFα سيتوكين) والحماض. تستقصي الأبحاث الحديثة أدوار الأديبوكينس (السيتوكين التي تنتجها الأنسجة الدهنية) في مقاومة الإنسولين. بعض الأدوية قد تكون مرتبطة أيضا بمقاومة الإنسولين (على سبيل المثال الهرمون القشري السكري glucocorticoid).
الإنسولين بحد ذاته يؤدي إلى نوع من المقاومة للإنسولين، في كل مرة تتعرض فيها خلية للإنسولين، سيقل إلى حد ما إنتاج GLUT4 (مستقبلات الجلوكوز نوع أربعة) على غشاء الخلية. في وجود مستوى أعلى من المعتاد من الإنسولين (الناتجة عموما عن طريق مقاومة الإنسولين) تكون عمليات تخفيض التنظيم نوع من ردود الفعل الإيجابية والتي تعمل على زيادة الحاجة للإنسولين. ممارسة عكس هذه العملية في الأنسجة العضلية، ولكن إذا ما تركت لحالها، قد يسهم في الإصابة بمقاومة الإنسولين.
المستويات المرتفعة من الجلوكوز في الدم —بغض النظر عن السبب— يؤدي إلى زيادة الرصاص في البروتين مع تغيرات في وظيفة البروتين في جميع أنحاء الجسم، وفقط عدد قليل منها يمكن فهمه بأي قدر من التفصيل.
وكثيرا ما وجدت مقاومة الإنسولين لدى المصابين بالسمنة الحشوية (أي درجة عالية من الأنسجة الدهنية في البطن —تمييزا عن السمنة أو الدهون تحت الجلد بأنها بين الجلد وجدار العضلات، وخصوصا في مكان آخر من الجسم، مثل الفخذين أو الوركين) وارتفاع ضغط الدم، ارتفاع السكر في الدم وارتفاع مستوى الدهون الثلاثية التي تنطوي على دسليبيدميا، والجسيمات الصغيرة المنخفضة الكثافة من البروتين الدهني (sdLDL)، وانخفاض مستويات الكوليسترول الحميد. وفيما يتعلق بالسمنة الحشوية، فإن قدرا كبيرا من الأدلة تشير إلى اثنين من الصلات القوية مع مقاومة الإنسولين. أولا، على عكس الأنسجة الدهنية تحت الجلد فالخلايا الدهنية الحشوية تنتج كميات كبيرة من السيتوكينات مثل ورم النخر عامل ألفا (تي. أ)، والمحفزة و-1 -6، وفي العديد من النماذج التجريبية هذه السيتوكينات تعطل عمل الإنسولين الطبيعي في خلايا العضلات والدهون، ويمكن أن يكون هذا عاملا رئيسيا في التسبب في مقاومة الإنسولين في كل الجسم لدى المرضى الذين يعانون من السمنة الحشوية. وقد ركز الاهتمام في إنتاج السيتوكينات على طريقة عمل بيتا / نف - كابا باء IKK، وهي شبكة البروتين التي تعزز من الجينات الخلوية النسخ. ثانيا، ترتبط السمنة الحشوية بتراكم الدهون في الكبد، وهي حالة تعرف باسم مرض الكبد الدهني غير الكحولي (NAFLD). نتيجة NAFLD هو الإفراز المفرط للأحماض الدهنية الحرة في الدم (بسبب زيادة يبوليسا)، وزيادة إنتاج الجلوكوز في الكبد، وكلاهما له تأثير في تفاقم مقاومة الإنسولين وزيادة احتمال حدوث داء السكري نوع 2.غالبا ما تكون مقاومة الإنسولين مرتبطة بخطر الجلطات وزيادة مستويات السيتوكينات الالتهابية.
وجدت مقاومة الإنسولين أيضا في المرضى الذين يستخدمون الإنسولين كعلاج للسكري،يحدث ذلك نتيجة تكون أجسام مضادة ضد الإنسولين. مع تطور الإنسولين البشري ونظائره في الثمانينات والتراجع في استخدام الإنسولين ذو المصدر الحيواني أصبح هذا النوع من مقاومة الإنسولين أقل شيوعا.
يُعد المغنيسيوم ثاني أكثر الكاتيونات ثنائية التكافؤ وفرة داخل الخلايا، وهو عامل مساعد للعديد من الإنزيمات المشاركة في استقلاب الجلوكوز. يلعب المغنيسيوم دورًا مهمًا في عمل الإنسولين، كما يحفز الإنسولين امتصاص المغنيسيوم في الأنسجة الحساسة للإنسولين. تم تصميم هذه المراجعة للوصول إلى فهم أفضل للآلية التي ينطوي عليها العلاقة بين المغنيسيوم ومقاومة الإنسولين.وجد أن تركيز المغنيسيوم داخل الخلايا منخفض في داء السكري من النوع 2 وفي مرضى ارتفاع ضغط الدم. في مرضى السكري من النوع 2 يوجد ارتباط عكسي بين مغنيسيوم ومقاومة الإنسولين بسبب التغيرات داخل الخلايا. انخفاض تركيزات المغنيسيوم داخل الخلايا يسبب خلل في نشاط إنزيم التيروزين كيناز المسؤول عن حساسية الإنسولين من خلال التأثير على نشاط المستقبل بعد الارتباط أو عن طريق التأثير على الإشارات والمعالجة داخل الخلايا. لذا فقد يؤدي نقص المغنيسيوم داخل الخلايا الى تطور مقاومة الإنسولين وبالتالي يحد من استهلاك الجلوكوز بواسطة الخلايا.

## التشخيص

### مستوى صيام الإنسولين
يشير مستوى الإنسولين في الدم الصائم الذي يزيد عن 29 ميكرو وحدة دولية / مل أو 174 pmol / لتر إلى مقاومة الإنسولين. تنطبق نفس المستويات بعد ثلاث ساعات من الوجبة الأخيرة.

### اختبار نسبة تحمل الجلوكوز (فريق العمل العالمي)
أثناء إجراء اختبار تحمل الجلوكوز، والتي يمكن أن تستخدم لتشخيص مرض السكري، مريض الصيام يأخذ عن طريق الفم جرعة 75 جرام من الجلوكوز. ومن ثم يتم قياس مستويات السكر في الدم على مدار الساعتين التاليتين.
واستنادا إلى المبادئ التوجيهية لمنظمة الصحة العالمية. بعد ساعتين في أقل من 7.8 بوستبرانديال مليمول / لتر (140 ملغ / دل) يعتبر أمرا طبيعيا، وهو من بوستبرانديال إلى 11.0 مليمول / ديسيلتر (140-197 ملغ / دل) تعتبر بين 7.8 واختلال تحمل الجلوكوز) وبوستبرانديال أكبر من أو يساوي 11.1 مليمول / ديسيلتر (200 ملغ / دل) يعتبر مرض السكري.
يمكن أن تكون طبيعية أو OGTT شاذة أقل ما يقال في مقاومة الإنسولين بسيطة. في كثير من الأحيان، وهناك ارتفاع مستويات الغلوكوز في القياسات في وقت مبكر، مما يعكس فقدان الذروة (بعد وجبة) بعد الأكل في إنتاج الإنسولين. من الاختبار (لعدة ساعات) قد تكشف عن وجود ملحق سكر الدم «تراجع»، والتي هي نتيجة ليقفز في إنتاج الإنسولين بعد فشل فسلجي بعد الأكل استجابة الإنسولين.

### قياس مقاومة الإنسولين
معيار الذهب للتحقيق وقياس مقاومة الإنسولين هو «المشبك hyperinsulinemic سوي سكر الدم،» ما يسمى لأنه يقيس كمية الجلوكوز اللازمة للتعويض عن زيادة مستوى الإنسولين دون التسبب في نقص السكر في الدم. [9] وهو نوع من تقنية المشبك الجلوكوز. نادرا ما يتم تنفيذ هذا الاختبار في مجال الرعاية السريرية، ولكنها تستخدم في البحوث الطبية، على سبيل المثال، لتقييم آثار الأدوية المختلفة. ويشار إلى أن معدل ضخ الجلوكوز لمرض السكري في الأدب كقيمة GINF.
الإجراء يستغرق حوالي 2 ساعة. من خلال الوريد المحيطي، هي التي غرست في الإنسولين في M2 مو 10-120 في الدقيقة الواحدة. من أجل التعويض عن ضخ الإنسولين، هي التي غرست الجلوكوز 20 ٪ للحفاظ على مستويات السكر في الدم ما بين 5 و 5,5 ملمول / لتر. ويتحدد معدل ضخ الجلوكوز عن طريق التحقق من مستويات السكر في الدم كل 5 دقائق إلى 10. ضخ الإنسولين قليلة المقننة هي أكثر فائدة لتقييم استجابة الكبد، في حين ضخ جرعة عالية من الإنسولين هي مفيدة لتقييم المحيطية (أي العضلات والدهون) عمل الإنسولين.

### تعديل اختبار الإنسولين
وثمة تدبير آخر من مقاومة الإنسولين هو قمع الإنسولين تعديل لاختبار التي وضعتها جيرالد ريفن في جامعة ستانفورد. الاختبار يرتبط بشكل جيد مع المشبك سوي سكر الدم مع أقل خطأ من المشغل تعتمد. وقد استخدم هذا الاختبار للمضي قدما في مجموعة كبيرة من البحوث المتعلقة بمتلازمة الأيض.
يتلقى المرضى في البداية 25 ميكروغرام من octreotide (Sandostatin) في 5 مل من محلول ملحي أكثر من 3 إلى 5 دقائق الرابع باعتباره البلعة الأولية، ومن ثم هي التي غرست باستمرار مع التسريب في الوريد من السوماتوستاتين (0.27 μgm/m2/min) لقمع الإنسولين الذاتية والجلوكوز إفراز. هي التي غرست ثم الإنسولين والجلوكوز 20 ٪ وفقا لأسعار 32 وmg/m2/min 267، على التوالي. يتم فحص نسبة الجلوكوز في الدم عند مستوى الصفر، 30، 60، 90، و 120 دقيقة، ومن ثم كل 10 دقائق لمدة ساعة الأخيرة ونصف من الاختبار. وبلغ متوسط هذه القيم مشاركة 4 لتحديد نسبة الجلوكوز في بلازما بثبات مستوى الدولة. المواضيع مع SSPG أكبر من 150 ملغ / دل تعتبر أن تكون مقاومة للإنسولين.

## الوقاية
المعالجة الأولية لمقاومة الإنسولين هي ممارسة الرياضة وفقدان الوزن. دواء ميتفورمين وثيازوليدينديون. تمت الموافقة على الميتفورمين لعلاج ما قبل السكري ومرض السكري من النوع 2 وأصبح أحد أكثر الأدوية الموصوفة شيوعًا لمقاومة الإنسولين.
أظهر برنامج الوقاية من مرض السكري (DPP) أن التمرينات والنظام الغذائي كان لهما ما يقرب ضعف فعالية الميتفورمين في الحد من خطر الإصابة ب بمرض السكري من النوع 2. ومع ذلك استعاد الأشخاص المشاركون في التجربة حوالي 40٪ من الوزن الذي فقدوه في خلال 2.8 سنة، مما أدى إلى حدوث تطور مماثل لمرض السكري في كل من التدخل في نمط الحياة وأذرع التحكم في التجربة. وفقًا لدراسات وبائية فإن النشاط البدني (أكثر من 90 دقيقة يوميًا) يقلل من خطر الإصابة بمرض السكري بنسبة 28٪.
علاوة على ذلك، يُنظر إلى التدريب البدني عمومًا على أنه خطوة فعالة لكبح خطر مقاومة الإنسولين لدى الأطفال والمراهقين الذين يعانون من السمنة المفرطة أو يعانون من زيادة الوزن (تحت سن 19). وفقًا للمراجعة المنهجية لعام 2016 والتحاليل التي أجراها مارسون وآخرون فأن التمارين ترتبط بتقليل الإنسولين أثناء الصيام. ومع ذلك، فإن المقاومة والتمارين المشتركة ليست كذلك. بشكل عام، يمكن استخدام التدريب البدني لكل من المراهقين والبالغين لمنع تطور مقاومة الإنسولين وأمراض القلب والأوعية الدموية المحتملة في المستقبل.
النّشَا المقاوم( من الذرة عالية الأميلوز، الأميلوميز, ثبت أنه يقلل من مقاومة الإنسولين لدى الأفراد الأصحاء، والأفراد الذين يعانون من مقاومة الإنسولين، والأفراد المصابين بداء السكري من النوع 2.
بعض أنواع الأحماض الدهنية المتعددة غير المشبعة ( أوميغا 3 ) قد تخفف من تطور مقاومة الإنسولين إلى داء السكري من النوع 2، ومع ذلك، يبدو أن الأحماض الدهنية أوميغا 3 لديها قدرة محدودة على عكس مقاومة الإنسولين، و تتوقف فعاليتها بمجرد اكتشاف مرض السكري من النوع 2.

## تاريخها
مقاومة الإنسولين هو السبب الكامن وراء مرض نوع مقدم من قبل البروفيسور فيلهلم الأول Falta ونشرت في فيينا في عام 1931، ، وأكد من جانب هارولد Himsworth سير بيرسيفال لكلية جامعة المركز الطبي في مستشفى في لندن في 1936.